# Número de Péclet
O número de Péclet é um número adimensional relevante no estudo de fenômenos de transporte em fluxos fluidos. É nomeado em honra ao físico francês Jean Claude Eugène Péclet. É definido como sendo a razão da taxa de advecção de uma grandeza física pelo fluxo à taxa difusão da mesma grandeza por um gradiente apropriado. No contexto do transporte de calor, o número de Péclet é equivalente ao produto do número de Reynolds e o número de Prandtl. No contexto de espécies ou dispersão de massa, o número de Péclet é o produto do número de Reynolds e o número de Schmidt.
Para a difusão de calor (difusão térmica), o número de Péclet é definido como:
{\displaystyle \mathrm {Pe} _{L}={\frac {LV}{\alpha }}=\mathrm {Re} _{L}\cdot \mathrm {Pr} .}
Para a difusão de partículas (difusão de massa), é definido como :
{\displaystyle \mathrm {Pe} _{L}={\frac {LV}{D}}=\mathrm {Re} _{L}\cdot \mathrm {Sc} }
onde L é o comprimento característico, V a velocidade, D o coeficiente de difusão de massa, e α a difusividade térmica,
{\displaystyle \alpha ={\frac {k}{\rho c_{p}}}}
onde k é a condutividade térmica, ρ a densidade, e {\displaystyle c_{p}} o calor específico à pressão constante.
Em aplicações de engenharia o número de Péclet é frequentemente muito grande. Em tais situações, a dependência do fluxo em locais à jusante é diminuída, e as variáveis de fluxo tendem a se tornar propriedades "de mão única". Assim, quando modela-se certas situações com números de Péclet altos, modelos computacionais mais simples podem ser adotados.
Um fluxo irá frequentemente ter diferentes números de Peclet de calor e massa. Isso pode levar ao fenômeno da convecção difusiva dupla.

## Números de Péclet pequenos
Em pequenos números de Péclet o número de Nusselt médio para o estado estacionário de transferência de calor por convecção forçada de uma partícula isotérmica de forma arbitrária a um fluido externo de extensão suposta infinita que flui em fluxo laminar pode ser expresso na forma
{\displaystyle {\frac {N_{u}}{N_{u0}}}=1+{\frac {1}{4}}N_{u0}P_{e}+\theta (Pe)} ,
em que {\displaystyle N_{u0}} é o número de Nusselt para a transferência de calor para um fluido estagnado. Esta relação é mostrada para manter-se o equacionamento independentemente do número de Reynolds. Tal equação aplica-se igualmente a partículas sólidas e fluidos. Termos de ordem superior na expansão dependerá do número de Reynolds das partículas e da orientação da partícula em relação à velocidade de fluxo livre.
O caso da difusão convectiva de uma partícula esférica de um gás tem sido resolvido sob a condição de que a superfície da taxa de reação química depende da concentração de reagentes próxima da superfície. Este tipo de condição é de grande importância em reatores químicos operando em leito fluidizado.
No contexto do movimento de partículas os números de Peclet também têm sido chamados números de Brenner, com o símbolo Br, em honra de Howard Brenner devido, especialmente, ao trabalho citado acima.

## Desenvolvimentos
Fatores de retardo nas reações em colunas de troca iônica são relacionados e equacionáveis ao número de Péclet. A troca de calor em fibras, como os têxteis, também é equacionável por números de Péclet médios.
São apresentas abordagens por variáveis complexas da transferência de calor e/ou de massa para duas dimensões em escoamentos de fluidos em números de Prandtl baixo e números arbitrários de Péclet aplicados a vários problemas importantes de física matemática. A abordagem através de mapeamento conformal permite obter soluções analíticas precisas para problemas bidimensionais de fluxos e convecção de calor e massa para qualquer número de Péclet e uma forma arbitrária de contornos aerodinâmicos. Soluções assintóticas para os números altos e baixos de Péclet tem sido estudados individualmente. A transferência de calor e massa em leitos fluidizados ou empacotados de reatores químicos, bem como os catalisadores, o fluxo de metais líquidos, a transferência de calor e massa através de um vazamento em uma parede, o crescimento planar nulo em linhas finas em microeletrônica e química ou os processos de contaminação/descontaminação radioativa devido a vários mecanismos possíveis de transferência de massa são problemas passíveis de serem tratados por esta abordagem matemática.